# Marc Delmas
Pour les articles homonymes, voir Delmas.
Marc Delmas, né à Saint-Quentin le 28 mars 1885 et mort le 30 novembre 1931 à l'Hôpital Beaujon situé à l'époque dans le 8e arrondissement de Paris, est un compositeur français. Il a notamment composé l'opérette Sylvette (1932) avec Henry Février.

## Biographie
Marc Delmas est l'élève de Xavier Leroux et de Paul Vidal au Conservatoire de musique et de déclamation à Paris. Il a remporté le Premier Grand Prix de Rome en 1919.
L’Académie française lui décerne le prix Charles-Blanc en 1931 pour son ouvrage littéraire sur Georges Bizet.

## Œuvres
- 1911 : Anne-Marie, légende bretonne en trois parties pour soli, chœurs et orchestre, poème de MM. Eugène Roussel et Alfred Coupel, présentée le 12 novembre 1911 par la Société des Concerts du Conservatoire. Elle remporta le Prix Rossini la même année.
- 1914 : La Giaour, d'après Chekri Ganem.
- 1921 : Camille
- 1923 : Le Dieu sans couronne, pièce de Pierre Jalabert et Étienne Arnaud, musique de Marc Delmas. Représentation au Théâtre des Arènes, à Béziers.
- 1932 : Sylvette.